# Agathaumas
Agathaumas ist eine kaum bekannte Gattung von Vogelbeckensauriern (Ornithopoda) aus der Gruppe der Ceratopsidae.

## Merkmale
Von Agathaumas wurden bislang nur fossile Überreste des Kreuzbeins und des Beckens gefunden. Aus diesen Funden lässt sich eine Zugehörigkeit zu den Ceratopsidae erkennen, eine genauere Einordnung ist aber nicht möglich, weswegen der Fund als nomen dubium gelistet wird.

## Entdeckung und Benennung
Der Fund ist bemerkenswert, weil es der erste Fund eines Dinosauriers aus der Gruppe der Ceratopsia war. Die Fossilien wurden in der Lance-Formation im Sweetwater County im US-Bundesstaat Wyoming entdeckt und 1872 von Edward Drinker Cope erstbeschrieben. Der Gattungsname leitet sich von den griechischen Wörtern agan (=„viel“) und thauma (=„Wunder“) ab. Typusart ist A. sylvestris. Die spärlichen Funde ermöglichten damals noch keine genaueren Rückschlüsse auf das Aussehen der Tiere, erst rund 15 Jahre später ließ sich mit den Funden von Triceratops das Aussehen der Ceratopsidae erahnen. Triceratops dürfte eng mit Agathaumas verwandt sein, nach Cope sind diese Gattungen sogar synonym, was sich allerdings nicht belegen lässt.
Die Funde werden in die späte Oberkreide (Maastrichtium) auf ein Alter von 72 bis 66 Millionen Jahren datiert.

## Agathaumasin der Kultur

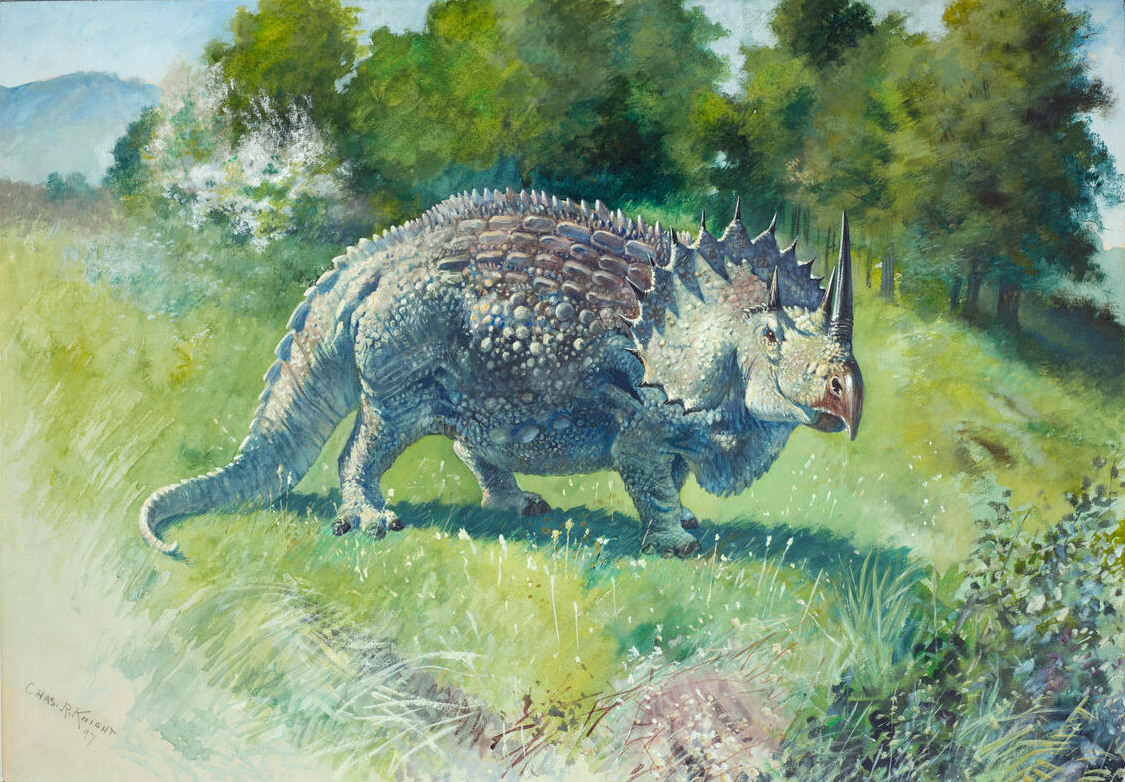
Knights Bild von Agathaumas (1897)

Der Maler Charles R. Knight schuf 1897 ein Bild von Agathaumas, in dem sich allerdings der Rumpf von Triceratops, das Nasenhorn eines Centrosaurinae und die Rückenpanzerung eines Ankylosauriers hineinschlichen. In ähnlicher Gestalt erscheint Agathaumas in dem 1925 erschienenen Film Die verlorene Welt (The Lost World).